# Liste der Baudenkmale in Premnitz
In der Liste der Baudenkmale in Premnitz sind alle denkmalgeschützten Bauten der brandenburgischen Stadt Premnitz und ihrer Ortsteile aufgelistet. Grundlage ist die Veröffentlichung der Landesdenkmalliste mit dem Stand vom 31. Dezember 2021.

## Baudenkmale in den Ortsteilen
In den Spalten befinden sich folgende Informationen:
- ID-Nr.: Die Nummer wird vom Brandenburgischen Landesamt für Denkmalpflege vergeben. Ein Link hinter der Nummer führt zum Eintrag über das Denkmal in der Denkmaldatenbank. In dieser Spalte kann sich zusätzlich das Wort Wikidata befinden, der entsprechende Link führt zu Angaben zu diesem Denkmal bei Wikidata.
- Lage: die Adresse des Denkmales und die geographischen Koordinaten. Link zu einem Kartenansichtstool, um Koordinaten zu setzen. In der Kartenansicht sind Denkmale ohne Koordinaten mit einem roten beziehungsweise orangen Marker dargestellt und können in der Karte gesetzt werden. Denkmale ohne Bild sind mit einem blauen bzw. roten Marker gekennzeichnet, Denkmale mit Bild mit einem grünen beziehungsweise orangen Marker.
- Bezeichnung: Bezeichnung in den offiziellen Listen des Brandenburgischen Landesamtes für Denkmalpflege. Ein Link hinter der Bezeichnung führt zum Wikipedia-Artikel über das Denkmal.
- Beschreibung: die Beschreibung des Denkmales
- Bild: ein Bild des Denkmales und gegebenenfalls einen Link zu weiteren Fotos des Baudenkmals im Medienarchiv Wikimedia Commons

### Döberitz
| ID-Nr.            | Lage                         | Bezeichnung | Beschreibung | Bild                                                                                            |
| ----------------- | ---------------------------- | --- | --- | ----------------------------------------------------------------------------------------------- |
| 09150045 Wikidata | Dorfplatz (Lage)             | Dorfkirche | Die evangelische Kirche wurde Mitte des 19. Jahrhunderts im neuromanischen Stil erbaut. | weitere Bilder                                                                                  |
| 09150493 Wikidata | Ausbau 24 (Lage)             | Bahnhofsanlage mit Empfangsgebäude, Bahnhofsstellwerk im Empfangsgebäude, drei Außenspannwerken, mechanischem Formsignal, Schrankenwinde, Schrankenbaum mit Abstützung und Läutewerk sowie Segmenten des angrenzenden Bahnsteigs | Der Bahnhof Döberitz wurde 1916 für den Anschluss der nahegelegenen Schwefelsäurefabrik errichtet, aus dieser Zeit stammt das Empfangsgebäude. Zunächst trug er den Namen Gapel, später Döberitz-Gapel und dann nur Döberitz. 1996 entfielen die Personenzughalte im Bahnhof, beim Streckenausbau Anfang der 2000er Jahre verlor er auch seine betrieblichen Aufgaben. Das Bahnhofsgebäude wird als Wohnhaus genutzt. Der heutige ebenfalls Döberitz genannte Haltepunkt in der Nähe des Ortszentrums hieß früher Döberitz Nord. | weitere Bilder                                                                                  |
| 09150046          | Bammer Weg (Lage)            | Ehrenmal für holländische, polnische und sowjetische Zwangsarbeiter 1941–1945, auf dem Friedhof | | Ehrenmal für holländische, polnische und sowjetische Zwangsarbeiter 1941–1945, auf dem Friedhof |
| 09150047          | Döberitzer Waldstraße (Lage) | Schwefelsäurefabrik mit Verwaltungsgebäude, Sozialgebäude, Pförtnerhaus, großem Werkstattgebäude, Feuerwehr, kleinem Werkstattgebäude, Tischlerei, altem Trafohaus und Schaltstation                                             | | weitere Bilder                                                                                  |

### Mögelin
| ID-Nr.            | Lage                  | Bezeichnung                                                   | Beschreibung | Bild           |
| ----------------- | --------------------- | ------------------------------------------------------------- | --- | -------------- |
| 09150291          | (Lage)                | Heidegrab der Friederike von Bornstedt mit Eiche und Umgebung | Das eingezäunte Grab befindet sich mitten im Wald zwischen Rathenow und Mögelin. Die Eiche wurde zwischenzeitlich nach einer Zerstörung durch Blitzeinschlag gefällt, die einzelnen Stücke des Stammes sind neben dem Grab gelagert.                                                                  | weitere Bilder |
| 09150158 Wikidata | Kirchplatz (Lage)     | Dorfkirche                                                    | | weitere Bilder |
| 09150157          | (Lage)                | Grabstätten sowjetischer Bürger, auf dem Friedhof             | auf dem Friedhof befinden sich zwei Grabstätten für sowjetische Bürger - eine für drei und eine für eine Person | weitere Bilder |
| 09150500          | Grünaue 5 (Lage)      | Oberförsterei Grünaue, Altes Förstereigebäude                 | Die eingeschossige Oberförsterei wurde 1776 erbaut. Der achtachsige Bau wird von einem Mansardwalmdach abgeschlossen. Umbauten erfolgten 1896 bis 1898 und 1991 bis 1995. Für den massiven Fachwerkbau wurden Ziegel und Lehmstrohwickel verwendet. Die Fachwerkveranda von 1908 wurde 1931 umgebaut. | weitere Bilder |
| 09150159          | Hauptstraße 29 (Lage) | Stallscheune                                                  | | weitere Bilder |

### Premnitz
| ID-Nr.            | Lage                           | Bezeichnung                                                                               | Beschreibung | Bild                                                        |
| ----------------- | ------------------------------ | ----------------------------------------------------------------------------------------- | --- | ----------------------------------------------------------- |
| 09150270 Wikidata | Alte Hauptstraße (Lage)        | Pfarrkirche                                                                               | Die evangelische Stadtkirche an der Alten Hauptstraße wurde von 1856 bis 1857 erbaut. Es ist ein Bau aus Backsteinen im Stil der Neuromanik. Der Turm stammt von einem Vorgängerbau und wurde 1828 erbaut. | weitere Bilder                                              |
| 09150271          | (Lage)                         | Karl-Marx-Gedenkstein -                                                                   | Der Gedenkstein liegt im Nordosten der Stadt gegenüber vom Haus Karl-Marx-Str. 9 in einem Rondell. | Karl-Marx-Gedenkstein -                                     |
| 09150268          | Friedrich-Engels-Straße (Lage) | Büste Friedrich Engels, am Gesundheitszentrum                                             | Vom Rathenower Bildhauer Karl Mertens geschaffenes Monument: Büste von Friedrich Engels auf einem Sockel vor einer dreiteiligen Betonwand mit der Inschrift: (links:) „Die Befreiung der Arbeiterklasse muss das Werk der Arbeiterklasse selbst sein.“ (rechts:) „Die Arbeit ist die erste Grundbedingung alles menschlichen Lebens. Engels.“ | Büste Friedrich Engels, am Gesundheitszentrum               |
| 09150520          | Alte Hauptstraße 24 (Lage)     | Schule (Grundschule „Geschwister Scholl“)                                                 | | Schule (Grundschule „Geschwister Scholl“)                   |
| 09150478          | Alte Hauptstraße 35 (Lage)     | Gehöft (Luckehof) mit Wohnhaus, Kuhstall, Schweine- und Pferdestall, Scheune und Backhaus | | weitere Bilder                                              |
| 09150267          | Alt Waldstraße 27-29 (Lage)    | Gedenktafel für die Opfer des Faschismus (OdF), an der Feuerwache                         | | BW                                                          |
| 09150269          | Ernst-Thälmann-Platz (Lage)    | Gedenkstätte für die Opfer des Faschismus (OdF)                                           | Mahnmal zur Erinnerung an die in den Premnitzer Industriebetrieben eingesetzten Zwangsarbeiter. | weitere Bilder                                              |
| 09150456          | Fabrikenstraße (Lage)          | Zentrallabor der Märkischen Faserwerke (Verwaltungsgebäude)                               | Das Gebäude wurde 1916 von Heinrich Müller-Erkelenz erbaut. Es ist eine dreiflügelige schlossähnliche Anlage mit neubarocken Formen. | Zentrallabor der Märkischen Faserwerke (Verwaltungsgebäude) |
| 09150505          | Fabrikenstraße 7 (Lage)        | Kulturhaus                                                                                | | Kulturhaus                                                  |
| 09150510          | Robert-Koch-Straße 10 (Lage)   | Unfallstation der IG-Farben                                                               | | Unfallstation der IG-Farben                                 |